# World Mixed Martial Arts Association
La World Mixed Martial Arts Association (WMMAA) è stata una federazione sportiva internazionale che si proponeva di governare lo sport delle arti marziali miste. Nata a Mosca, con presidente onorario Fedor Emilianenko, Presidente Vadim Finkelstein, aveva la sua sede a Monte Carlo nel principato di Monaco. Nel 2018 è stata assorbita dalla International Mixed Martial Arts Federation (IMMAF) che in Italia riconosce in esclusiva la Federazione Italiana Grappling Mixed Martial Arts (FIGMMA).

## Storia
La World Mixed Martial Arts Association (WMMAA) è stata fondata come organizzazione noprofit, nel 2012 a Mosca da Vadim Finkelstein (President) e Alexander Engelhardt (Senior Vice President e General secretary). La World MMA Association è stata un'organizzazione che si proponeva di gestire e sviluppare le arti marziali miste, stabilendo le norme e le procedure di standarizzazione e organizzando le competizioni di MMA in tutto il mondo. Il primo campionato mondiale si è svolto nell'ottobre 2013 a San Pietroburgo. Nel 2018 la WMMAA è stata assorbita dalla International Mixed Martial Arts Federation (IMMAF) che in Italia riconosce in esclusiva la Federazione Italiana Grappling Mixed Martial Arts (FIGMMA).